# 최용신 (유도 선수)
최용신(崔鎔信, 1978년 5월 21일~)은 대한민국의 유도 선수로 2000년 하계 올림픽 남자 유도 라이트급에 참가했다. 

## 경력
초등학교 4학년때 부모의 권유로 유도를 시작했다. 보성중과 보성고, 용인대학교를 졸업했다. 보성고 재학 시절인 1996년에 대한민국 주니어 국가대표로 발탁되었고 포르투에서 열린 세계 주니어 선수권 대회에서 동메달을 획득했다.
용인대 1학년 때인 1997년에 처음으로 성인 국가대표로 발탁되었으며 그 해 10월 프랑스 파리에서 열린 1997년 세계 선수권 대회에 참가하면서 성인 국제 대회에 데뷔했다.

## 수상

### 수훈
- 체육훈장 백마장(2007년 4월 27일)